# Magyarok Nagyasszonya tér
Rezső tér est une place de Budapest, située dans le quartier de Tisztviselőtelep (8e arrondissement).
Nouveau nom depuis le 27 avril 2016 : Magyarok Nagyasszonya tér (Magyarok Nagyasszonya = Notre-Dame de Hongrie).